# Paul von Bolko

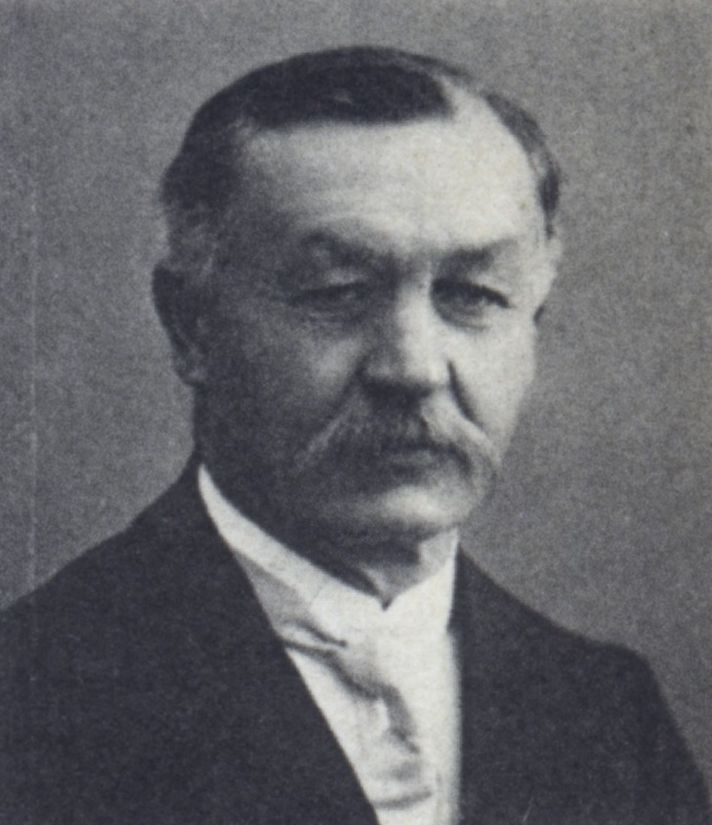
Zdjęcie z 1912 przedstawiające Paula von Bolko

Paul von Bolko (ur. 14 marca 1850 w Jutrzynie niem. Marienau, zm. po 1918) – polityk niemiecki, członek Niemieckiej Partii Konserwatywnej (MdR), właściciel dóbr ziemskich w Küpper (Stara Kopernia) niedaleko Żagania.

## Życiorys
Urodził się 14 marca 1850 w Marienau jak syn bogatego rolnika. Ukończył szkołę katolicką w Marienau w 1862, a następnie uczył się we wrocławskim gimnazjum. Studiował trzy lata prawo na Uniwersytecie Wrocławskim. Po ich zakończeniu podjął pracę jako urzędnik agrarny. 7 stycznia 1887 zakupił dobra wraz z dworem Küpper (pol. Stara Kopernia). Służył w 3 Regimencie Grenadierów jako oficer, z którym brał udział w kampanii francuskiej 1870/71. W 1907 wybrany został pierwszy raz na posła do Reichstagu z ramienia Niemieckiej Partii Konserwatywnej (MdR) w okręgu Sagan-Sprottau. Ponownie wybrany w 1912. Był aktywny zwłaszcza w sprawach agrarnych i trosce o środowisko. Zmarł po 1918 roku.